# Peter Hurford

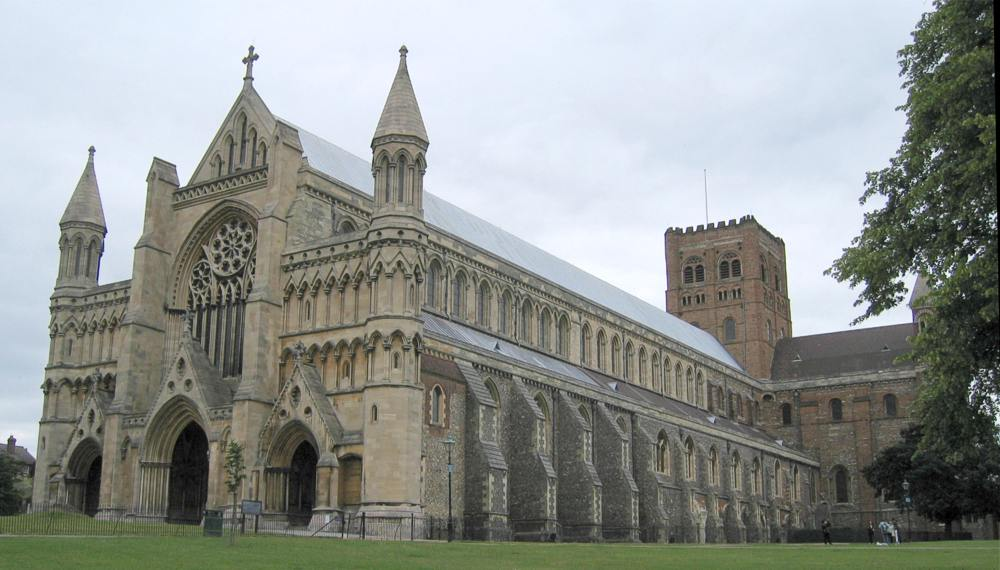
Saint Albans katedral, där Hurford var organist i 20 år.

Peter Hurford, född på Sankta Cecilias dag den 22 november 1930 i Minehead i Somerset, död 3 mars 2019, var en brittisk organist och kompositör.
Han studerade både musik och juridik vid Jesus College i Cambridge. Han mottog också undervisning av André Marchal i Paris. Därefter skaffade han sig ett osedvanligt högt anseende för musikalisk kunskap och orgelspel.  
Hurford är mest känd för sina tolkningar av Bach, han har spelat in alla Bachs orgelverk för Decca och BBC Radio 3. Hans expertis omfattar även upptagningar av den romantiska litteraturen för orgel, utföranden som är särskilt anmärkningsvärda på grund av den vikt han lägger vid stilistiska detaljer. Hans spelstil är känd för ren artikulation, ett vackert uttryck och en forståelse för rätta tempi. 
Hurford utnämndes till organist och ansvarig för kören vid Saint Albans katedral 1958 och tjänstgjorde där i tjugo år. Han fick idén till en orgeltävling 1963, delvis för att fira den nya Harrison & Harrisonorgeln, designad av Ralph Downes och honom själv. Detta vågstycke lyckades huvudsakligen därför att den unge Hurfords renommé hade vuxit hastigt både i Storbritannien och i andra länder som ett resultat av hans uppfriskande meningar om autentisk spelstil. Det hela har vuxit til St Albans International Organ Festival, en festival med tävlingar som lockar många av de stora namnen inom modern orgelmusik, bland andra Gillian Weir, David Sanger, Thomas Trotter och Kevin Bowyer.  
Han innehar ett antal hedersdoktorat och utnämndes till Honorary Fellow av Jesus College 2006. Han  har också utnämnts till officer av brittiska imperieorden. Han har skrivit en bok: Making Music on the Organ (1998) och givit ut en del körmusik för den anglikanska liturgin, mycket av det har kommit ut hos ledande utgivare som Novello och Oxford University Press. Hans Litany to the Holy Spirit till en text av Robert Herrick är en ypperlig mininatyr och en klassiker i sin genre, den sjungs över hela världen.